# Eutelia ochricostata
Eutelia ochricostata är en fjärilsart som beskrevs av George Francis Hampson 1905. Eutelia ochricostata ingår i släktet Eutelia och familjen nattflyn. Inga underarter finns listade i Catalogue of Life.